# 猟騎兵

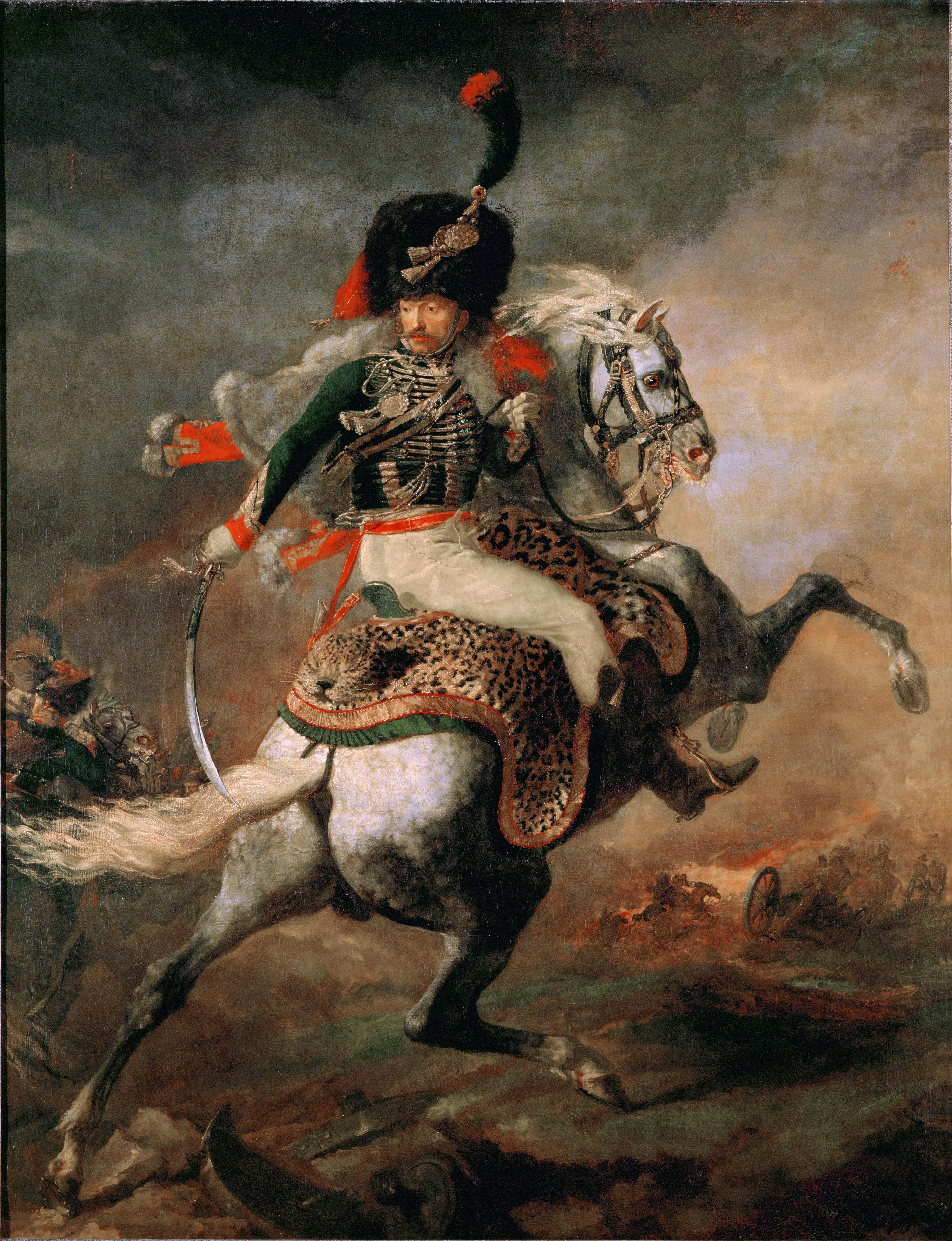
テオドール・ジェリコー画「突撃する近衛猟騎兵士官」(1812年)で描かれたフランス軍の猟騎兵

猟騎兵（りょうきへい、仏:Chasseurs à cheval, 独:Jäger zu Pferde）は、近代の軍隊における騎兵科の兵職の一つ。本来はフランス軍固有の騎兵の名称であるが、ドイツ、ロシアなどで同様の役割に使われた騎馬猟兵（乗馬猟兵とも訳される）を指すこともある。猟兵の項も参考のこと。

## 歴史
記録上最も古い猟兵部隊としては、三十年戦争当時にスウェーデン軍で組織された猟兵中隊が知られる。スウェーデン語で狩猟者と呼ばれたこの部隊は、日頃から銃の取り扱いになれていた猟師や、森林監視員から徴集され、自前で用意した馬にまたがり乗馬歩兵として活動した。彼らは有用な兵であったが、部隊の規模としてはごく少数に留まり、有力者や指揮官の従者的な側面が強かったとされる。

### 猟騎兵
フランスの軽騎兵の一種で最も数の多い部隊であり、ナポレオン戦争期の1811年に大陸軍には31個連隊あった。制服は色遣いが少なく、歩兵とおなじような円筒帽（ユサールの目立つ熊毛帽と対照）、緑の上着、緑の乗馬用ズボンと短い長靴だった。1804年近衛騎兵には皇帝近衛猟騎兵連隊がおかれた。